# Harold G. Moore
Harold Gregory "Hal" Moore, Jr. (29 tháng 11 năm 1922 – 10 tháng 2 năm 2017) là người chỉ huy trận đánh bộ binh đầu tiên của Quân đội Hoa Kỳ tại thung lũng Ia Drang (Tây Nguyên). Đây là trận đánh ác liệt đầu tiên của Sư đoàn Kỵ binh số 1 của Mỹ trên chiến trường Việt Nam, các nhà làm phim Mỹ đã tái hiện lại trận chiến này trong phim Chúng tôi từng là lính với tài tử Mel Gibson trong vai Hal Moore và diễn viên Việt Nam Đơn Dương trong vai tướng Nguyễn Hữu An.